# Bagno (województwo zachodniopomorskie)
Bagno – osada w Polsce, w województwie zachodniopomorskim, w powiecie koszalińskim, w gminie Świeszyno. Wchodzi w skład sołectwa Świeszyno. Na 8 października 2012 w osadzie mieszkało 55 osób.
Według regionalizacji fizycznogeograficznej Bagno leży na obszarze megaregionu Pozaalpejska Europa Środkowa, prowincji Nizina Środkowoeuropejska, podprowincji Pojezierza Południowobałtyckie, makroregionu Pobrzeże Koszalińskie (313.4), mezoregionu Równina Białogardzka (313.42). Kondracki i Richling zaklasyfikowali mezoregion do typu wysoczyzn młodoglacjalnych przeważnie z jeziorami, w większości o charakterze gliniastym, falistym lub płaskim.
W latach 1975–1998 miejscowość administracyjnie należała do województwa koszalińskiego.
W wyborach do Rady Gminy Świeszyno Bagno należy do okręgu wyborczego nr 2, któremu przysługuje 1 mandat. Okręg ten współtworzą również Brzeźniki, Kępa Świeszyńska, Olszak, część wsi Świeszyno oraz Włoki.